# 高良山
高良山（こうらさん）は福岡県久留米市の山。高牟礼山（たかむれやま）、不濡山（ぬれせぬやま）、青山山、梶山（かじやま）、琴弾山（ことひきやま）などとも呼ばれる。古来、宗教的な山として崇められ高良大社が築かれ、また、軍事的な要衝でもあったため神籠石式山城や住厭城などの遺跡が見られる。

## 構造・生態
耳納山地の西端に位置し、主峰である標高312.3mの毘沙門岳の他、東の本宮山、南の鷲ノ尾山、西の勢至堂山と虚空蔵山、北の吉見岳の5峰から構成される。地層は変成岩層の上に角礫岩が載り、さらにその上にロームの層がある。登山道は御手洗池から社殿に通じる表参道、宗崎より稲荷社を経て途中でこれに合流するもの、山川町追分を起点とする裏参道、そして、御手洗池から北谷に沿うものがある。また、1933年に自動車登山道が開かれ、1969年には耳納スカイラインが全面開通した。
山中には高良山神籠石があるほか、山麓の四周には多くの末社・末寺、古墳群、磐井の井戸などの遺跡が散在する。山頂付近は久留米森林つつじ公園として整備され、その東に生活環境保全林がある。山中にある「高良山のモウソウキンメイチク林」は国の天然記念物、高良大社のクスノキの大樹は福岡県指定天然記念物にそれぞれ指定されている。一帯は鳥獣保護区でもあり、キジの放鳥などが行われている。

## 建造物
山頂に高良山奥院、中腹に高良大社があり、南北の谷を囲むように高良山神籠石が残る。山中および山麓には祇園山古墳、礫山古墳、高隆寺跡、御井寺跡、座主の墓地、伊勢天照御祖神社、高牟礼権現、宮地嶽神社、桃青霊神社、愛宕社、琴平神社、厳島神社などが点在する。また山頂付近で高良大菩薩が経典・仏具を納めて天竺無熱池の水を流したという説話があり、ここに戒壇が設けられて高良山僧の出家灌頂が行われた。
また、中世には高良大社背後の住厭城や山頂の毘沙門岳城をはじめ、吉見岳城や東光寺城などが築かれて山全体が陣所となっていた。

## 歴史
天武2年（673年）頃の創建とされ、弘仁元年（810年）に隆慶上人が講堂を改築して、事実上の開祖となった。隆慶は丹波氏の出身で、第48世玄逸まで丹波氏による管理が続いた。天暦3年（949年）、高良山にも比叡山に倣って座主制度が導入された。
中世には当山の寺社を中心に末寺社や社家人を含め、宗教的・政治的な勢力となっていた。建武2年（1335年）には衆徒が麓の荘園で濫妨をはたらいたという。建武5年/延元3年（1338年）3月に一帯で合戦があり、同年10月には今川氏が当山に在陣して肥前国から深堀氏や石動氏らが来山した。文和2年/正平8年（1353年）には懐良親王が当山に在陣し草野氏がその警固を務めたという。応安5年/文中元年（1372年）には南朝方の陣が置かれて青方氏らの軍勢が集まったが、応安7年/文中3年（1374年）に今川了俊の進軍に圧迫されて肥後国に後退し、永和2年/天授2年（1376年）には今川氏が滞陣している。また、応安6年/文中2年（1373年）には一山の如法経料として肥前国の田地が引渡されている。
応仁2年（1468年）には一帯で大友氏らと菊池氏の軍勢の合戦があり、永禄12年（1569年）には龍造寺氏と対立する大友宗麟が、天正12年（1582年）には立花道雪や高橋紹運が滞陣している。近世には神仏習合の下、座主を中心に宗教や学問、芸術の拠点として領主の保護を受けた。
しかし、天正15年（1585年）に豊臣秀吉は九州征伐の最中に高良山近くの吉見岳城に入った。この際、座主の良寛（もしくは麟圭）は豊臣秀吉への謁見の際に対応を誤り、その所領を没収された後、改めて1000石を与えられた。座主麟圭は高良山にて新たに久留米城主となった小早川秀包と対立、度々軍事的衝突を引き起こした。小早川秀包は一計を案じて、自身の家臣に麟圭の娘を嫁がせるなど融和的政策を進め麟圭の警戒心を解いた後、天正19年（1591年）5月13日に麟圭を城に呼び寄せて歓待し、その帰途を襲撃して麟圭を殺害した。旧来からの在地勢力の削減と、朝鮮出兵へ向けて筑後国を兵站基地とするための豊臣秀吉の意向であった。
麟圭の死によって、独立した宗教勢力であった高良山は封建制度に組み込まれるに至った。
麟圭の死後、その子である尊能が座主となった。尊能には子が無く、従甥の玄俊、またその従甥の玄逸が継ぐも、その血統は断絶した。第49世秀賀からは日光山輪王寺座主から任命された座主が派遣された。
承応3年（1654年）に有馬忠頼が山麓に石造大鳥居（「高良大社大鳥居」として国の重要文化財に指定）を、正徳6年（1716年）に有馬則維が愛宕社を建立した。
安永7年（1778年）には有馬頼貴が本地堂の十一面観音を寄進している。
明治元年（1868年）の神仏分離令によって座主が廃止されると、ほとんどの寺院がなくなった。
高良山にあった五百羅漢の石像は倒転されて谷間に投下された。
戦後からは、陸上自衛隊の幹部候補生学校（昔の陸軍士官学校にあたる学校）の伝統行事として高良山登山走が行われている。この行事は生徒が体力の限界を超えることが目的で、生徒は学校から高良大社までの長さ5.6km、標高差156mの道を30分以内（女性は35分30秒以内）で走りぬく。